# Waterstad FM
Waterstad FM is een regionale Nederlandse commerciële radiozender, opgericht in 2000. Waterstad FM ontleent zijn naam aan de waterstad Sneek waar de zender voor het eerst op de kabel te horen was. De naam was in de jaren tachtig in gebruik bij een populaire groep radiopiraten in Sneek. Na de frequentieveiling in 2003 is Waterstad FM in Friesland en de Noordoostpolder gaan uitzenden.
Waterstad FM werd op 1 november 2007 overgenomen door de NDC mediagroep. Waterstad FM maakte deel uit van het bedrijf NDC Radio BV, waartoe ook RadioNL en Freez FM behoren. NDC heeft haar radiostations per 1 mei 2013 verkocht aan Beheer Regionale Radio, exploitant van TV Oranje.
NDC mediagroep is nu alleen nog uitgever van diverse dagbladen, weekbladen en internetwebsites.

## Format
Waterstad FM was tot 2010 een non-stop muziekzender, maar sinds september 2010 is het format aangepast en worden er ook gepresenteerde programma's uitgezonden. Het regionale nieuws op Waterstad FM wordt verzorgd in samenwerking met redacties van de Leeuwarder Courant en Dagblad van het Noorden.